# Ewald Stübinger
Ewald Stübinger (* 1956 in Lanzendorf) ist ein deutscher evangelischer Theologe und seit 2007 Professor für Evangelische Theologie unter besonderer Berücksichtigung der Sozialethik und der Theologiegeschichte an der Helmut-Schmidt-Universität in Hamburg.

## Leben
Stübinger studierte von 1978 bis 1984 evangelische Theologie, Philosophie und Pädagogik in Neuendettelsau, München, Hamburg und Wien, wo er 1990 promoviert wurde. Von 1987 bis 1993 war er Vikar und Pfarrer in Utting und München. An der Ludwig-Maximilians-Universität München war er von 1993 bis 1997 wissenschaftlicher Mitarbeiter am Institut Technik – Theologie – Naturwissenschaften (TTN). Von 1997 bis 2007 war Militär- und Hochschulseelsorger an der Universität der Bundeswehr München (einschließlich Lehrauftrag in Christlicher Sozialethik). Nach der Habilitation 2005 an der Augustana-Hochschule Neuendettelsau war er dort Privatdozent und Lehrstuhlvertreter für Systematische Theologie mit dem Schwerpunkt Ethik von 2005 bis 2007.

## Publikationen (Auswahl)
- Die Theologie Carl Daubs als Kritik der positionellen Theologie (= Beiträge zur rationalen Theologie, Band 1). Lang, Frankfurt am Main u. a. 1993, ISBN 3-631-46158-5 (zugleich Dissertation, Wien 1990)
- Als Herausgeber mit Frank Möller: Wir müssen miteinander reden!. Naturwissenschaftler, Techniker und Ethiker im Dialog. Eine Gesprächsreihe an der Münchener Kreuzkirche (= Akzente, Sonderband). Utz, München 1998, ISBN 3-89675-906-X
- Als Herausgeber mit Anja Haniel: Technikgenese – zwischen Steuerung und Evolution (= Akzente. Wissenschaftliche Reihe des interdisziplinären Instituts Technik-Theologie-Naturwissenschaften an der Ludwig-Maximilians-Universität, Band 12). Utz, München 1999, ISBN 3-89675-012-7
- Als Herausgeber mit Frank Möller: Grenzüberschreitungen. Der Mensch zwischen Selbstgefährdung und Selbstverantwortung. Interdisziplinäre Beiträge. Utz, München 2000, ISBN 3-89675-906-X
- Ethik der Energienutzung – Zeitökologische und theologische Aspekte (= Forum Systematik. Beiträge zur Dogmatik, Ethik und ökumenischen Theologie, Band 24). Kohlhammer, Stuttgart 2005, ISBN 3-17-018937-9 (zugleich Habilitationsschrift, Neuendettelsau 2005)
- Carl Daub. Theologumena (= Theologische Studien-Texte, Band 20). Spenner, Waltrop 2008, ISBN 978-3-89991-082-7